# Лоти (Флорида)
Лоти (енгл. Lawtey) град је у америчкој савезној држави Флорида. По попису становништва из 2010. у њему је живело 730 становника.

## Демографија
Према попису становништва из 2010. у граду је живело 730 становника, што је 74 (11,3%) становника више него 2000. године.
| Група             | 2000.       | 2010.       |
| Белци             | 421 (64,2%) | 432 (59,2%) |
| Афроамериканци    | 211 (32,2%) | 262 (35,9%) |
| Азијати           | 0 (0,0%)    | 3 (0,4%)    |
| Хиспаноамериканци | 11 (1,7%)   | 15 (2,1%)   |
| Укупно            | 656         | 730         |